# SVGA
Super VGA är ett idag föråldrat grafikkort som klarar högre upplösning och/eller fler färger än VGA. Till skillnad mot vanlig VGA var SVGA inte speciellt standardiserad utan varje tillverkare hade sitt eget sätt att styra kortet. Denna mångfald gjorde det komplicerat för programvara att använda den utökade kapaciteten fullt ut. En lösning på detta problem blev Vesa BIOS, en standardiserad beskrivning på grafikkortets gränssnitt.
Numera används SVGA i praktiken bara för att beteckna en bildskärm med upplösningen 800×600.